# إيلولة أمالو
إيلولة أمالو إحدى بلديات دائرة بوزغن التابعة لولاية تيزي وزو الجزائرية.

## زوايا
- زاوية سيدي أحمد بن يحيى أومالو

## شخصيات
- أحمد بن إدريس الإيلولي (685هـ-760هـ)
- فرحات مهني

## مواضيع ذات صلة
- بلديات ولاية تيزي وزو
- دوائر ولاية تيزي وزو